# Harfa eolska

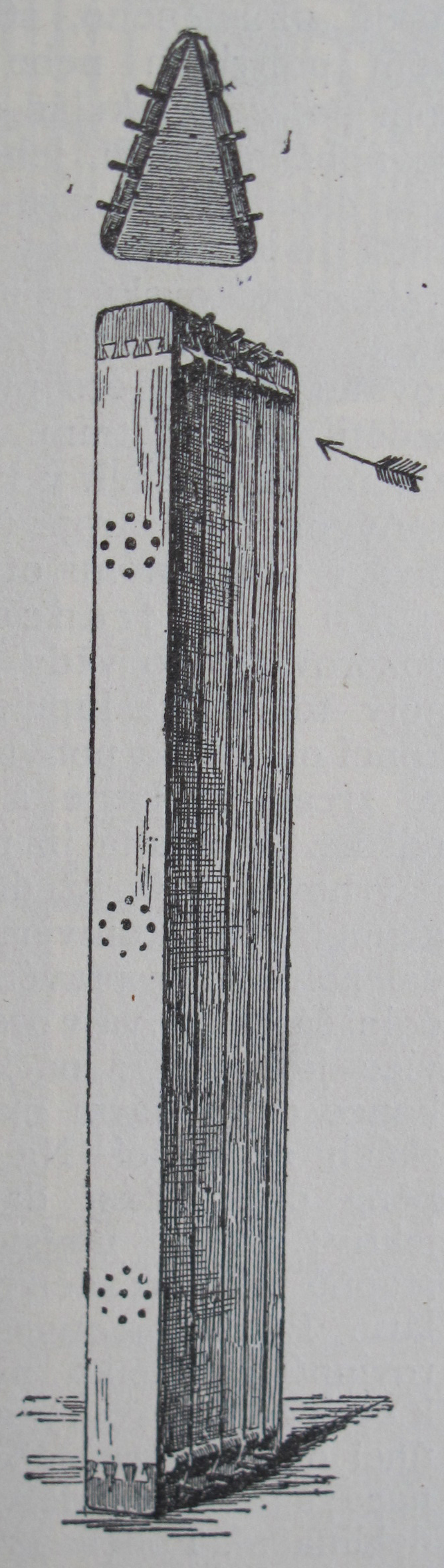
Harfa eolska

Harfa eolska lub Harfa Eola – instrument muzyczny składający się z prostokątnego pudła rezonansowego, ustawianego na wolnym powietrzu głównie w ogrodach lub parkach. Składał się z pionowo rozpiętych na nim jelitowych strunach, pobudzanych przez wiatr do wydawania delikatnych dźwięków. Znana od czasów starożytnych. Jej nazwa nawiązuje do Eola, boga wiatrów w mitologii greckiej. Instrument cieszył się szczególną popularnością w okresie romantyzmu.